# Seven Nation Army
"Seven Nation Army" je prva pjesma na albumu Elephant američke rock grupe The White Stripes. Izdana je kao singlica 2003. godine, a dobila je nagradu Grammy kao najbolja rock pjesma te četiri mjeseca bila na 1, mjestu liste "Modern Rock Tracks". Pjesma je poznata po svom rifu, koji se koristi tijekom cijelog njenog trajanja. 
Prema Jacku White-u, izraz "Seven Nation Army" je kao dijete koristio za Vojsku spasa (eng. Salvation Army).
Pjesma se često izvodi na športskim natjecanjima.

## Popis pjesama

### CD
1. "7 Nation Army" – 3:52
2. "Good to Me" – 2:06
3. "Black Jack Davey" – 5:06

### 7"
1. "7 Nation Army" – 3:52
2. "Good to Me" – 2:06

### 7" (promo)
1. "7 Nation Army" – 3:52
2. "In The Cold, Cold Night" – 2:58

### CD (radio promo)
1. "7 Nation Army" – 3:52